# ظفرآباد (مقاطعة دلفان)
ظفرآباد (بالفارسية: ظفرآباد) هي قرية تقع في قسم ايتيوند الجنوبي الريفي (مقاطعة دلفان) في إيران. يقدر عدد سكانها بـ 144 نسمة .